# 抛磚引玉
抛磚引玉（ほうせんいんぎょく）は、兵法三十六計の第十七計にあたる戦術。読み下し「磚（レンガ）を抛げて（投げて）、玉（宝石）を引く」であり、日本の諺の「海老で鯛を釣る」とほぼ同意である。自身の未熟だったり誤りのある意見をまず述べて他人の価値ある意見を引き出す、立派な意見を引き出す呼び水とすることも。

## 事例
紀元前700年、楚が絞（国名）を攻略しようとしたとき、絞軍は篭城した。そこで楚の屈瑕は王に、兵士を「きこり」に扮装させて絞の山地の木を切らせて絞軍をおびき出すよう進言した（きこり＝自軍兵士＝磚）。絞軍に捕縛されても連日のように「きこり」を繰り出して挑発し続けたところ、6日目にして絞の大軍が城から出て来て、逃げる「きこり」を追いかけた。楚は伏兵を置いてこれを撃破した。
紀元690年、契丹の孫万栄は、唐軍の捕虜を劣悪な環境で抑留した後に返還した（捕虜＝磚）。
唐に戻った捕虜たちは思惑通り「契丹軍は食料が不足しており士気が低下している」と報告した。唐軍がこれを好機と見て進軍して来るのを、契丹軍は断崖絶壁に囲まれた西硤石谷に伏兵を置いて撃破した。さらに、ここで捕縛した唐の指揮官から印を奪い偽の報告書を作成して後続の唐軍をおびき寄せると、同じく西硤石谷で唐軍を襲撃して大勝を収めた。